# Súlur (berg)
Súlur är ett berg i republiken Island. Det ligger i regionen Austurland, 400 km öster om huvudstaden Reykjavík. Toppen på Súlur är 768 meter över havet.
Trakten runt Súlur är nära nog obefolkad, med mindre än två invånare per kvadratkilometer. Trakten runt Súlur består i huvudsak av gräsmarker.